# Christus in de tempel

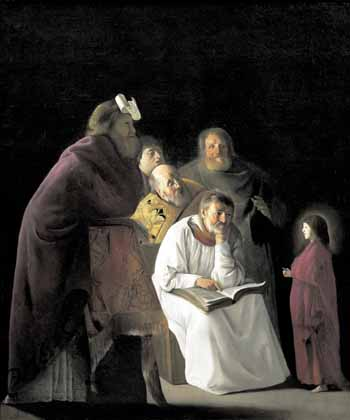
Twaalfjarige Christus in de tempel door Paulus Bor

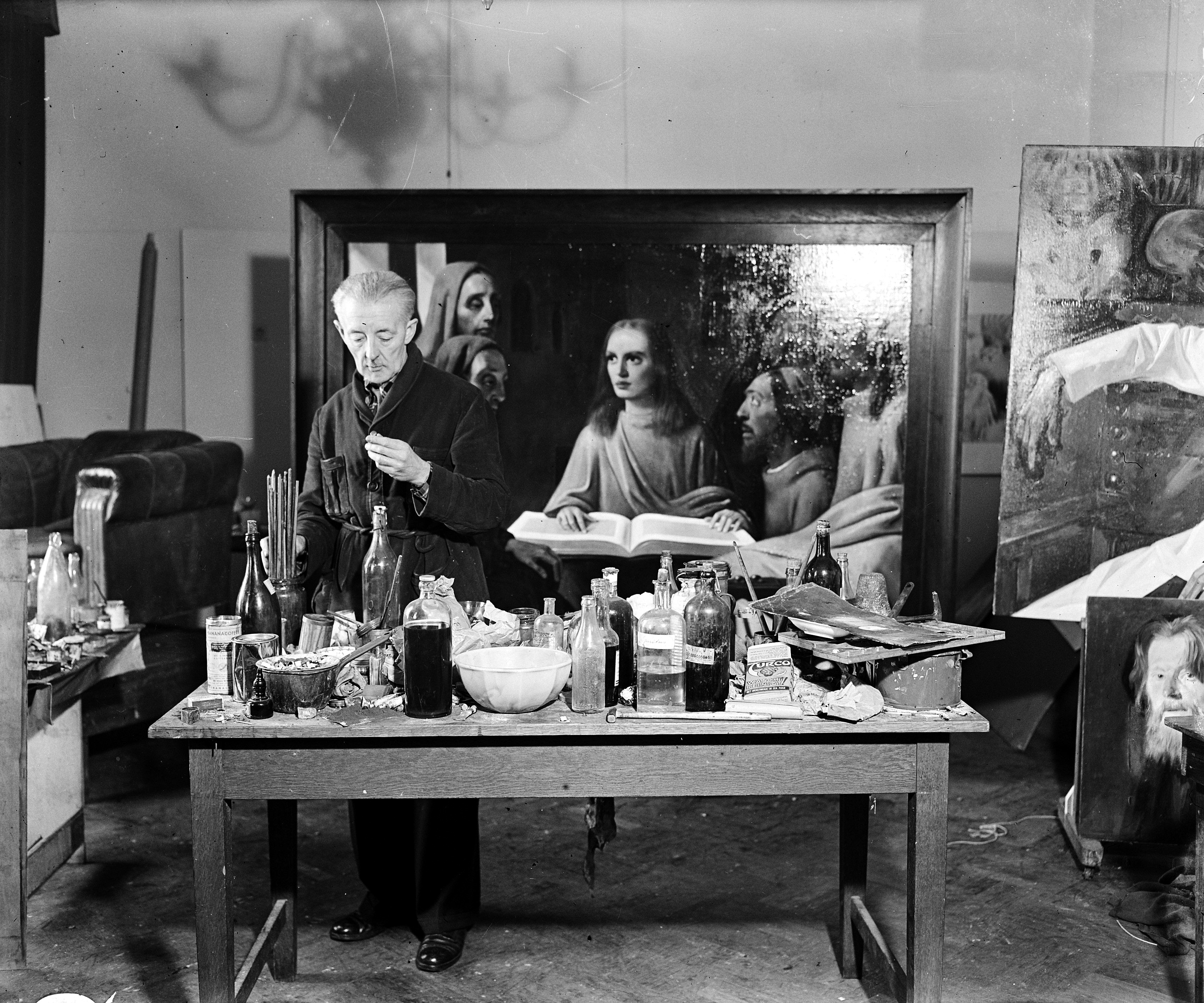
Van Meegeren in 1945 met op de achtergrond Christus in de Tempel

Christus in de Tempel, in diverse Bijbelvertalingen betiteld als De twaalfjarige Jezus in de tempel, is een in de beeldende kunst populair Bijbels thema.
In Lucas 2 wordt de jeugd van Christus beschreven. In 2:42-51 wordt verhaald hoe Jozef en Maria, op de terugreis na hun pelgrimstocht naar Jeruzalem, hun zoon missen. Na drie dagen vinden zij hem terug in de tempel in Jeruzalem, waar hij in gesprek blijkt met de schriftgeleerden.
In de schilderkunst is de voorstelling populair geweest en gebleven. In de laat-renaissance en barok (Rembrandt) ziet men de scène herhaaldelijk geschilderd.